# برنارد أوهارا
برنارد أوهارا (بالإنجليزية: Bernard O'Hara)‏ هو مؤرخ أيرلندي، ولد في 1945.